# Zuzana Čapková
Zuzana Čapková (geborene Kyselová; * 12. August 1975 in Košice, Tschechoslowakei) ist eine tschechische Schauspielerin.

## Leben
Zuzana Čapková wurde 1975 in Košice geboren, nahe der Grenze zu Ungarn. Sie studierte zunächst am Konservatorium in Košice Musik und Schauspiel, bevor sie an der Janáček-Akademie für Musik und Darstellende Kunst Brünn (JAMU) ihre Musicalausbildung absolvierte, wo sie ihren späteren Ehemann Filip Čapka kennenlernte. Sie nahm nach dem Abschluss an der JAMU eine Stelle am Stadttheater in Brünn an, hier trat sie unter anderem in Cabaret und West Side Story auf. Am Divadlo Bez zábradlí spielte sie in einigen Stücken und ab 2008 trat sie regelmäßig am Theater Palmovka auf. Neben Rollen in Dramen (z. B. Einer flog über das Kuckucksnest, Cyrano von Bergerac) spielt sie auch in Musicals (z. B. Cabaret).
Zu Film und Fernsehen kam sie Mitte der 2000er Jahre, als sie in einigen Serien auftrat (z. B. Cetnické humoresky, 3+1 s Miroslavem Donutilem. Cesty domú). 2010 spielte sie in Alice Nellis’ Film Mamas & Papas, was ihr eine Nominierung für den Český lev („Böhmischer Löwe“) als Beste Nebendarstellerin einbrachte. Sie spielte eine Hauptrolle in Petr Nikolaevs Film Das Massaker von Lidice und trat in 38 Folgen der erfolgreichen Serie Vyprávej auf.
Mit ihrem Mann Filip Čapka hat sie eine Tochter.

## Filmografie
- 2009–2013: Vyprávej
- 2010: Mamas & Papas
- 2011: Das Massaker von Lidice (Lidice)
- 2011: Perfect Days – I ženy mají své dny
- 2013: Příběh kmotra
- 2015: Die sieben Raben (Sedmero krkavců)